# Talara guyanae
Talara guyanae là một loài bướm đêm thuộc phân họ Arctiinae, họ Erebidae.